# キューティー鈴木のリングサイドエンジェル
『キューティー鈴木のリングサイドエンジェル』（キューティーすずきのリングサイドエンジェル）は、1990年12月12日にアスミックからメガドライブ用として発売された日本のゲームソフト。

## 概要
当時の人気プロレスラーであったキューティー鈴木をメイン起用したゲームであり、アーケードゲーム及びセガ・マークⅢ『ダンプ松本（移植版タイトル『極悪同盟 ダンプ松本』）』、PC-88及びMSX『ミクとしおりのニャンニャンプロレス』に次ぐ日本で3番目の女子プロレスゲームにしてメガドライブ初のプロレスゲームである。
おおざっぱな作りの対戦格闘ゲームで、キャラクターの首から下のグラフィックとスピードは共通。使用する技は特定の操作で繰り出す共通技の他、コンピュータが提示しCボタンで使用するセレクト技を二つ、試合前に自分で設定できる。キャラクターにより使用できるセレクト技に若干の差異がある。
使用できるキャラクターはキューティー鈴木以外は全て架空のレスラー。
実況は「こてたちとちろー」が担当、解説は「カーネルさん」や「シュワルツさん」、「ミーハー高校2年5組のきょうこちゃん」「アスミッくん」などが担当し、モードセレクトやコンティニュー画面、シリーズタイトルのデモ及び優勝セレモニーには名も無きバニーガールが登場する。

## 登場キャラクター
オリジナルキャラクター8人のうち、メガデス斉藤とライティング原田とケイリー勝原はヒールレスラー。特にケイリー勝原の風貌は極悪同盟時代のブル中野そのものである。
| 名前              | 年齢 | 身長  | 体重 | スリーサイズ    | 必殺技                   | 初期セレクト技           |
| ----------------- | ---- | ----- | ---- | --------------- | ------------------------ | ------------------------ |
| メガデス斉藤      | 22   | 175cm | 70kg | 85 - 60 - 85 cm | ブラッディ・SP・アタック | ジャーマンスープレックス |
| ミアモーレ矢島    | 21   | 169cm | 52kg | 70 - 55 - 75 cm | ジャーマンスープレックス | ロメロ・スペシャル       |
| シンディ中野      | 19   | 165cm | 50kg | 72 - 55 - 75 cm | ロメロ・スペシャル       | W・アームスープレックス  |
| キングダム加藤    | 20   | 175cm | 60kg | 83 - 60 - 80 cm | W・アームスープレックス  | スコーピオン・デスロック |
| ケイリー勝原      | 22   | 173cm | 59kg | 81 - 60 - 85 cm | ジャンピングヘッドバット | ブラッディ・SP・アタック |
| キューティー鈴木  | 20   | 155cm | 56kg | 82 - 62 - 86 cm | キューティー・スペシャル | ジャーマンスープレックス |
| ガンズ大山        | 20   | 171cm | 60kg | 78 - 58 - 82 cm | バックブリーカー         | オクトパスホールド       |
| ハロウィン.I.佐藤 | 20   | 176cm | 59kg | 77 - 56 - 83 cm | スコーピオン・デスロック | バックブリーカー         |
| ライティング原田  | 22   | 172cm | 57kg | 79 - 60 - 85 cm | ボディアタック           | ブラッディ・SP・アタック |

## スタッフ
- システム・クリエイター：HIRANO
- プログラム：なかみちさえこ
- グラフィック：A AND K
- 音楽：DON（森彰彦）
- オリジナル・コンセプト：NARISAWA
- プロデューサー：たかさきかずゆき
- スペシャル・アドバイザー：おかもとひろし
- エグゼクティブ・ディレクター：二村俊行

## 評価
- ゲーム誌『ファミコン通信』の「クロスレビュー」では合計28点（満40点）になっている[4]。

- ゲーム誌『メガドライブFAN』の読者投票による「ゲーム通信簿」での評価は以下の通りとなっており、17.23点（満30点）となっている[1]。

| 項目 | キャラクタ | 音楽 | 操作性 | 熱中度 | お買得度 | オリジナリティ | 総合  |
| 得点 | 3.50       | 2.73 | 2.75   | 2.73   | 2.62     | 2.90           | 17.23 |

- ゲーム本『プロレススーパーゲーム列伝』（2001年、ソニー・マガジンズ）では、「本作は史上まれに見るお色気プロレスゲーム」、「キューティー鈴木をフィーチャーしながらも、セクシー路線という大胆不敵な本作」、「パワーボムの体勢から相手を天高く放り投げる"シャトルショット"や、前方回転しながら相手に豪快に体を浴びせる"ベアマーダーアタック"など、ファンタジックに曲解しすぎた女子プロ技を用意するなど、とにかく見どころ満載」と評している[6][8]。

- ゲーム本『メガドライブ大全』（2004年、太田出版）では、「メニュー画面にはバニーガールが登場し、試合中には全員ツンと尻を突き出すスタイルで戦い、おまけにコスチュームは一様に肌の露出面積高めという、やけにセクシー路線の本作」、「画面上に表示される選手の顔が、ダメージを受けてくると汗をかいてブルブル震え出したり、技を出そうが受けようが、お互いカッと目を見開いていたりするのがちょっと怖い」と評している[7]。